# Fritz Bernhard (Physiker)
Fritz Bernhard (* 14. Dezember 1913 in Görlitz; † 8. April 1993 in Berlin) war ein deutscher Physiker. Er war zeitweilig Dekan der mathematisch-naturwissenschaftlichen Fakultät der Humboldt-Universität Berlin.

## Leben
Bernhard wurde im Dezember 1913 in Görlitz geboren und wuchs mit seinem Bruder bei der Mutter auf. Auf einem Realgymnasium, das er zunächst besuchte, blieb er in der Obersekunda sitzen. Daraufhin wechselte er an eine Oberrealschule. Nach dem bestandenen Abitur begann er 1933 zunächst an der Universität Leipzig ein Lehrerstudium für die Fächer Mathematik, Physik und Biologie. 1936 wechselte er an die Technische Hochschule nach Berlin-Charlottenburg. Dort legte er bei Hans Geiger 1939 sein Diplom ab und war von 1938 bis 1942 Assistent von Wilhelm Westphal. Er beantragte am 16. Mai 1940 die Aufnahme in die NSDAP und wurde zum 1. Juli desselben Jahres aufgenommen (Mitgliedsnummer 8.160.435). In Geigers Labor gelang ihm der Bau eines Beschleunigers zur, wie es damals hieß „Zertrümmerung von Atomen“ (Kern- und Teilchenphysik). Wegen eines Herzfehlers wurde Bernhard kriegsuntauglich geschrieben. Somit konnte er zunächst bei Geiger weiter in der Experimentalphysik tätig sein.
Ab 1942 arbeitete Bernhard am Institut von Manfred von Ardenne in Berlin-Lichterfelde. Er war dort beteiligt am Aufbau eines 1-Megavolt-Van-de-Graaff-Beschleunigers sowie des Prototyps einer magnetischen Isotopentrennanlage für Uranisotope, einer Art Massenspektrometer ähnlich den Calutrons in den USA. Im Rahmen des Uranprojekts wurde mit dem Bau eines Zyklotrons und einer Isotopentrennanlage für das Reichspostministerium in Miersdorf begonnen, das spätere Institut Miersdorf. Bei Kriegsende 1945 erklärten sich von Ardenne, Peter Adolf Thiessen und Gustav Hertz bereit, ihre wissenschaftliche Arbeit in den Dienst der Sowjetunion zu stellen. Das Lichterfelder Institut wurde in diesem Zusammenhang komplett abgebaut und in Sinop bei Suchumi als Institut A wieder aufgebaut. Auch für Bernhard, der zwischenzeitlich vierfacher Vater geworden war, stellte sich die Frage nach seiner beruflichen Zukunft.
Da das sowjetische Angebot eine Fortsetzung seiner wissenschaftlichen Tätigkeit unter für damalige Verhältnisse sehr günstigen Bedingungen versprach, flog Bernhard mit seiner Familie bereits am 13. Juni 1945 mit weiteren Institutsmitarbeitern nach Suchumi. Dort wirkte er als einer der Stellvertreter Ardennes. Das Institut beschäftigte sich zunächst vor allem mit der Isotopentrennung. Damit leistete man wichtige Basisarbeiten für den Bau der sowjetischen Atombombe. Im Laufe seines zehnjährigen Aufenthaltes an der Schwarzmeerküste entwickelte Bernhard zudem einen Detektor zum Nachweis von radioaktiver Strahlung.
Bernhard wurde 1956 nach seiner Rückkehr an die Humboldt-Universität bei Robert Rompe zum Dr. rer. nat. promoviert; der Titel seiner Doktorarbeit lautet Ein neues lichtstarkes Massenspektrometer zum Nachweis von Atom- bzw. Molekularstrahlen.
Zwischen 1955 und 1961 wirkte Bernhard als stellvertretender Direktor am Kernphysikalischen Institut der Deutschen Akademie der Wissenschaften (DAW) in Miersdorf bei Berlin unter dem Direktor Gustav Richter, der ebenfalls als Mitarbeiter von Gustav Hertz in der Sowjetunion gewesen war, aber überwiegend Theoretiker war. Für Großanlagen war am Institut Bernhard zuständig. Es gab Anlaufschwierigkeiten: Ein bestellter Kaskadenbeschleuniger wurde erst 1960 fertig und ein geplanter Van-de-Graaff-Beschleuniger kam nicht zustande.
Durch den Bau der Berliner Mauer fehlten an der Humboldt-Universität Professoren. Daher wurde Bernhard 1961 zum Ordentlichen Professor für Experimentalphysik nach Berlin berufen. Von 1964 bis zu seiner Emeritierung 1979 führte er außerdem die mathematisch-naturwissenschaftliche Fakultät der Humboldt-Universität als Dekan.
Bernhard bemühte sich als Hochschullehrer auch außerhalb der Universität um eine Popularisierung der Physik bei der Bevölkerung. So wirkte er bei der Urania – Gesellschaft zur Verbreitung wissenschaftlicher Kenntnisse und gehörte zu den Mitinitiatoren der wissenschaftlichen Fernsehsendung Aha.

## Ehrungen
- 1958 Nationalpreis der DDR III. Klasse für Wissenschaft und Technik
- 1975 Verdienter Hochschullehrer der DDR[5]